# Guilligomarc'h
Guilligomarc'h é uma comuna francesa na região administrativa da Bretanha, no departamento Finisterra. Estende-se por uma área de 22,61 km². Em 2010 a comuna tinha 782 habitantes (densidade: 34,6 hab./km²).